# Groupe de NGC 5018
Le groupe de NGC 5018 est un trio de galaxies situé dans la constellation de la Vierge. La distance moyenne entre ce groupe et la Voie lactée est d'environ 45,6 Mpc (∼149 millions d'al). 

## Membres
Le tableau ci-dessous liste les trois galaxies du groupe indiquées dans l'article de A.M. Garcia paru en 1993.
| Nom        | Class.      | Type           | α (J2000.0)   | δ (J2000.0)  | Vitesse radiale (km/s) | m     | Distance (Mpc) | Diamètre (kal) |
| ---------- | ----------- | -------------- | ------------- | ------------ | ---------------------- | ----- | -------------- | -------------- |
| NGC 5006   | (R)SB0^+(r) | Lenticulaire   | 13h 11m 45.8s | -19° 15′ 42″ | 2751 ± 45              | 12,4  | 45,2 ± 3,3     | 100            |
| NGC 5018   | E3?         | Elliptique     | 13h 13m 01.1s | -19° 31′ 05″ | 2816 ± 1               | 10,8  | 46,2 ± 3,3     | 201            |
| ESO 576-11 | SB(s)cd?    | Spirale barrée | 13h 13m 05.1s | -19° 58′ 37″ | 2757 ± 4               | 11,38 | 45,3 ± 3,2     | 146            |

Le site DeepskyLog permet de trouver aisément les constellations des galaxies mentionnées dans ce tableau ou si elles ne s'y trouvent pas, l'outil du site constellation permet de le faire à l'aide des coordonnées de la galaxie. Sauf indication contraire, les données proviennent du site NASA/IPAC. 